# Jambon-beurre

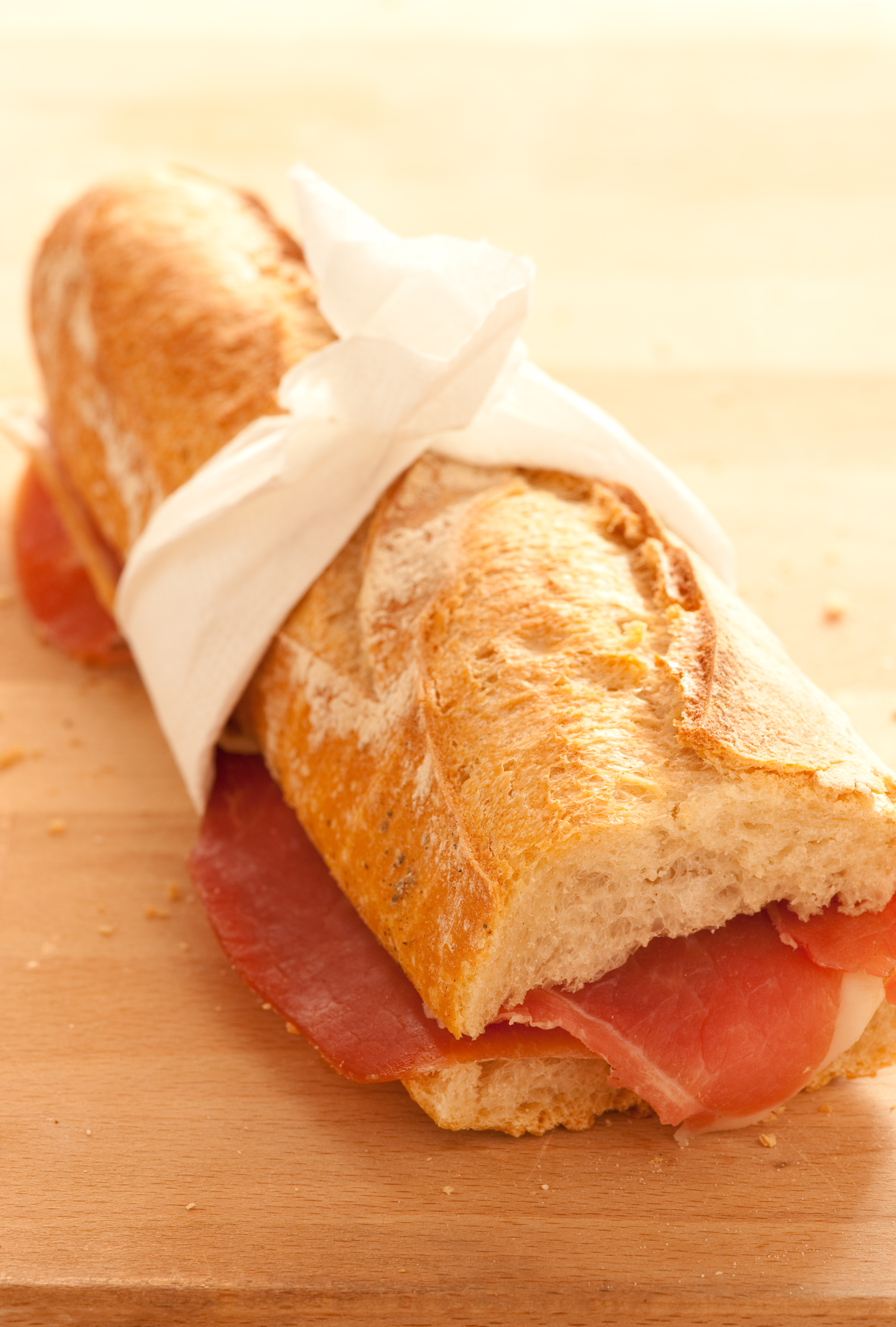
Una variante del jambon-beurre, con jamón.

El jambon-beurre o parisien es un bocadillo típicamente francés. 
Se hace con media baguete, cortada longitudinalmente, untando la miga con mantequilla y rellenando con lonchas de jamón cocido, también conocido como jamón york. Se le añade a menudo pepinillos.
Es la comida de mayor consumo en Francia, país en el que el porcentaje de bocadillos no disminuye en relación con el de las hamburguesas, si bien en 2018, por primera vez, el consumo de hamburguesas superó el de jambon-beurre.

## Variantes
- La adición de queso, vegetales crudos y mayonesa (este último componente se elimina en verano) lo transforma en un dagoberto de la Bélgica francófona.

## Informacións nutricional
- Calorías : 440 kcal/100 g
- Lípidos : 20 g/100 g
- Glúcidos : 50 g/100 g
- Proteínas : 15 g/100 g